# محسن أوطلحة
محسن أوطلحة (مواليد 15 ديسمبر 1998) هو عداء مسافات طويلة مغربي، شارك في سباق الرجال في بطولة العالم لألعاب القوى نصف الماراثون 2020 التي أقيمت في غدينيا، بولندا.

## حياته المهنية
شارك في سباق الشباب الناشئين في بطولة العالم للعدو الريفي 2017 التي أقيمت في كمبالا، أوغندا. في عام 2019 مثل المغرب في الألعاب الإفريقية التي أقيمت في الرباط، المغرب. تنافس في سباق 5000 متر وحصل على المركز الثالث عشر.

## الإنجازات
| التاريخ | البطولة                                  | المكان         | المركز | الحدث         | الوقت    |
| ------- | ---------------------------------------- | -------------- | ------ | ------------- | -------- |
| 2019    | الألعاب الأفريقية                        | الرباط، المغرب | 13     | 5000 متر      | 13:51.28 |
| 2020    | بطولة العالم لألعاب القوى نصف الماراثون ‏ | بولندا         | 15     | نصف الماراثون | 1:00:26  |
| 2021    | البطولة العربية                          | تونس           | 4      | 5000 متر      | 13:50.43 |
| 2021    | البطولة العربية                          | تونس           | 1      | 10,000 متر    | 29:48    |
| 2022    | ألعاب التضامن الإسلامي                   | تركيا          | 7      | 10,000 متر    | 29:34.20 |

## روابط خارجية
- محسن أوطلحة على موقع الاتحاد الدولي لألعاب القوى (الإنجليزية)